# سانتا أينيس
بلدية سانتا أينيس (بالإسبانية: Santa Inés)‏, هي إحدى بلديات مقاطعة برغش, التي تقع في منطقة قشتالة وليون, والتي تقع في شمال غرب إسبانيا.
يبلغ عدد سكانها 192 نسمة وفقاً لإحصائية سنة (2002).